# 27e régiment de dragons
Pour les articles homonymes, voir 27e régiment.
Le 27e régiment de dragons (ou 27e RD), est une unité de cavalerie de l'armée française, créé sous le Premier Empire à partir du 18e régiment de cavalerie, dont l'origine remonte au Régiment Royal-Normandie cavalerie, un régiment de cavalerie français d'Ancien Régime, créé en 1674. Elle est actuellement dissoute.

## Création et différentes dénominations
- 1er décembre 1761 : renommé régiment Royal-Normandie cavalerie
- 1er janvier 1791 : prend le nom de 18e régiment de cavalerie
- 24 septembre 1803 : transformé en 27e régiment de dragons
- 12 mai 1814 : Le régiment est distribué entre les quinze régiments conservés.
- Le no 27 devient vacant
- 22 mai 1956 : nouvelle formation du 27e régiment de dragons
- 15 décembre 1962 : dissous

## Chefs de corps
- Révolution et l'Empire :
  - 1791 : colonel Jacques François de La Chaise (*)
  - 1792 : colonel Joseph François de Serre de Gras (*)
  - 1793 : colonel Archange Louis Rioult-Davenay (*)
  - 1794 : colonel Denis Terreyre (*)
  - 1806 : colonel François Antoine Lallemand (*)
  - 1811 : colonel Prevost

- 1887 à 1919 :
  - colonel Olivier
  - colonel de Sesmaisons
  - colonel Duparge
  - colonel Nussard
  - colonel Gallet
  - colonel Bridoux
  - colonel Chene
  - colonel Millard (fait prisonnier à Courcelles-le-Comte le 28 septembre 1914)[1]
  - colonel Huet
  - colonel Lemant
  - colonel de Magy, 31e chef de corps du régiment dissous en 1919.

- Algérie :
  - 1956 : colonel de Montille
  - 1958 : colonel Parouti
  - 1960 : lieutenant-colonel Hubert Puga
  - 1961 : colonel Cortet

## Étendard

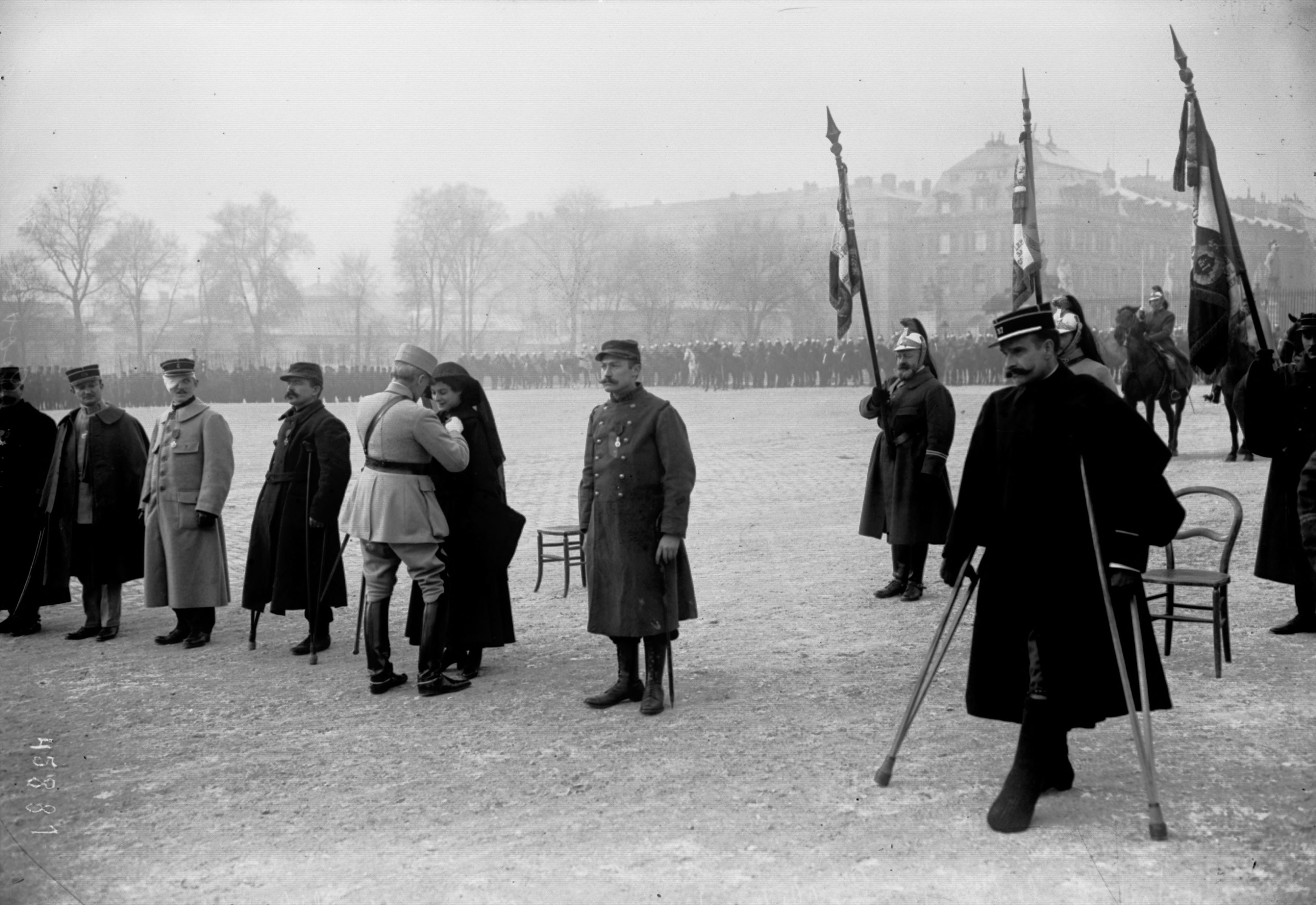
L'étendard du (le plus à gauche) lors de la décoration d'Émilienne Moreau le 27/11/1915.

Il porte, cousues en lettres d'or dans ses plis, les inscriptions suivantes,.
- Austerlitz 1805
- Friedland 1807
- Albuhera 1811
- Artois 1914
- La Marne 1918
- AFN 1956-1962

L'étendard, frangé d'or, est à bandes parallèles bleu, blanc, rouge, aux quatre angles, le numéro 27 en chiffres d'or au milieu d'une couronne de lauriers avec en lettres d'or au revers; "République Française 27e régiment de Dragons"; de face "honneur et patrie" puis les principales batailles auxquelles le régiment a pris part..
 La cravate est tricolore, brodée puis frangée d'or; depuis le 28 juin 1919, la Croix de guerre 1914-1918 avec une palme (une citation à l'ordre de l'armée) est accrochée au bracelet de la cravate.

## Historique des garnisons, combats et batailles

### Guerres de la Révolution et de l’Empire (1791-1814) – Deuxième période
Le régiment Royal-Normandie devient 19e de cavalerie le 1/1/1791 puis 18e le 4 juin 1793. De la fin de 1792 à 1799 il prend part à la défense des frontières et à toutes les grandes campagnes avec l'armée du Centre, de la Moselle, du Rhin et de Rhin et Moselle puis d'Helvétie et de d'Italie.
Il se distingue particulièrement dans l'expédition de Trèves en novembre 1792;en septembre 1794, il poursuit l'ennemi sur plus de une lieue et demie ; en décembre 1795 il est au combat de Kaiserslautern ; le 24 août 1796 il charge et repousse l'ennemi au passage du Lech ; le 1er septembre 1796, devant Munich ; le cavalier Chanut, en reconnaissance, aperçoit une embuscade dans laquelle ses camarades vont tomber ; nouveau chevalier d'Assas, il n'hésite pas à les avertir, décelant ainsi sa présence à l'ennemi et tombe aussitôt frappé d'une balle. Le 19 septembre, le maréchal des logis Jeanson se défend avec intrépidité contre six hussards autrichiens, en tue deux, mais criblé de blessures (quatorze) et laissé pour mort sur le terrain, il est fait prisonnier. Quelques jours plus tard, le général ennemi, admirant son courage le fait rendre à son corps qui - à la suite de cet exploit - adopte pour devise : L'ENNEMI ADMIRE SON COURAGE
Le 18e de cavalerie,affecté alors à l'armée d'Helvétie, met l'ennemi en déroute à Biberach le 20 octobre 1798 .Affecté à l'armée d'Italie de Bonaparte, il franchit le saint Bernard fin mai 1798 et prend le 26 mars 1799, devant Vérone, une part brillante aux combats, chargeant 7 fois et subissant alors des pertes sensibles. Le chef de brigade Terreyre est blessé ; le cavalier Carré, après avoir chargé avec intrépidité contre deux bataillons autrichiens, se place avec quelques camarades à l'entrée d'un défilé, arrête un instant l'ennemi et tombe bientôt mortellement blessé.
Devenu 27e dragons le 1er vendémiaire an XII (24 septembre 1803), il appartient à la grande armée en 1805, participe à l'investissement d'Ulm et à la glorieuse bataille d'Austerlitz du 2 décembre où se signalent particulièrement « le maréchal des logis Tournay, de la compagnie d'élite, qui détaché en tirailleur, fait mettre bas les armes à 20 russes, et le maréchal des logis Mataillet qui ramène 65 prisonniers dont un capitaine » (rapport du général boursier au maréchal Davout).

Ces campagnes de 1805 et 1896 valent au 27e dragons de figurer, pour ses 4 escadrons, sur l'état des corps qui recevront en 1811 les couronnes d'or votées à la grande armée par la ville de Paris.
En 1808, il passe, avec la 4e division, à l'armée d'Espagne où il séjourne pendant 5 ans souvent dans les conditions difficiles que l'on sait. Il se distingue particulièrement à la bataille d'Albuhera le 16 mai 1811 et à las Vertientés le 10 août dont la charge de cavalerie est citée comme un des faits d'armes les plus brillants et vaut au colonel Lallemand sa promotion au grade de général.
Le 11 juin 1812, à Valencia della Torrés, le colonel Prévost, avec 5 pelotons du 27e dragons, charge et enfonce six escadrons de cavalerie anglaise, mettant hors de combat une soixantaine d'hommes et 160 prisonniers. Il renouvelle le même type d'exploit le 1er juillet 1812 à Santa Maria. Ces exploits ne peuvent cependant empêcher la défaite et le départ de l'armée impériale d'Espagne fin 1813. Reconstitué à Dax début 1814, il participe à la campagne de France où il se signale par une charge brillante à Bar sur aube le 27 février mais hélas sans résultat pour l'issue de la bataille. Après la chute de l'Empire et l'abdication de napoléon ; Louis XVIII monte sur le trône. L'ordonnance royale du 12 mai 1814 ne garde que 15 régiments de dragons ; le 27e est alors licencié. Ses 4 premiers escadrons sont intégrés au 11e à saintes,le 5e escadron au 4e Dragons alors réorganisé à Épinal.

### De 1871 à 1914

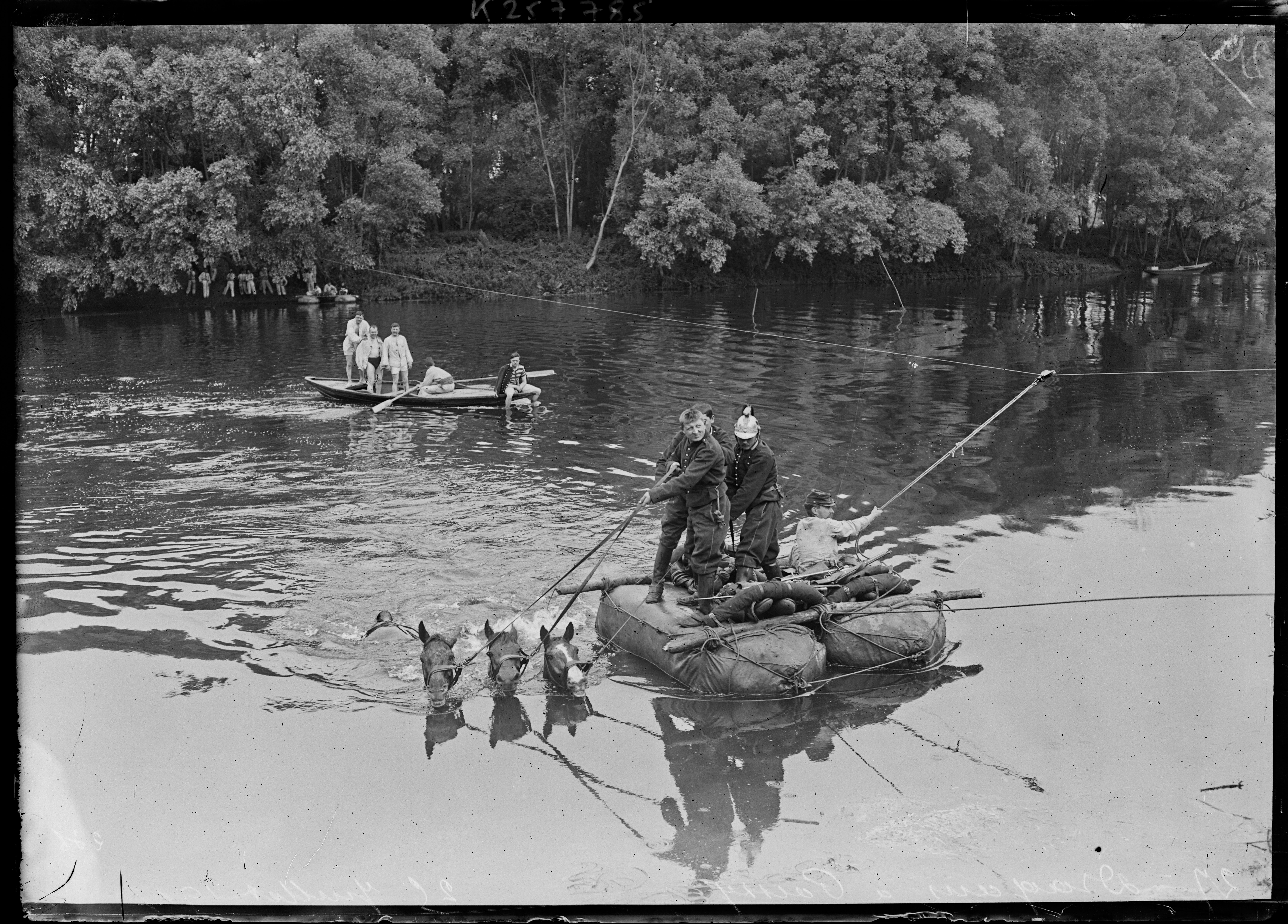
Exercice de franchissement de la Seine à Poissy par le, 1907.

Reformé au Camp de Châlons. Il prend garnison au quartier Dupleix à Paris de 1889 à 1893 puis à de Croy à Versailles jusqu'en aout 1914.

### Première Guerre mondiale

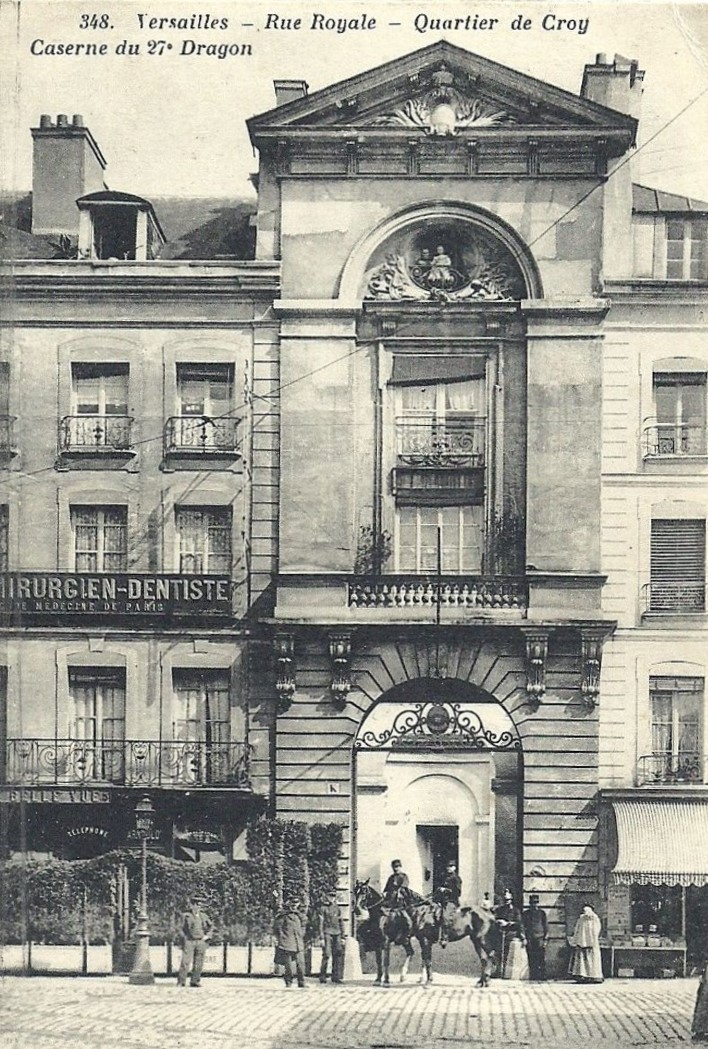
Entrée du quartier de Croy (Versailles).

En 1914, le régiment est caserné à Versailles, rue Royale, au quartier de Croy.
Le lieutenant (cavalerie) André d'Humières est interné en Hollande en 1915 avec le lieutenant-aviateur Armand Coutisson à la suite d'un atterrissage forcé en Hollande. Ils connurent plusieurs camps. À l'île d'Urk (Flevoland), ils tentèrent avec le lieutenant interprète Chauvin et des officiers belges et anglais de s'évader par deux tunnels. Le leur partait de la chambre des Français mais à la suite d'une dénonciation venue de l'extérieur, ceux-ci furent découverts. Ils réussirent néanmoins à s'évader tous les deux et rejoignirent leur unité. Mais c'est de l'hôpital militaire d'Utrecht que d'Humières s'échappa.
Le 1er juillet 1916 l'état-major de la Cavalerie crée au sein du régiment le 13e escadron de dépôt chargé de la gestion administrative des personnels des Groupes d'autos-mitrailleuses et autos-canons, et de leur instruction par le Centre d'instruction des autos-mitrailleuses (CIAM) initialement implanté à Boulogne (Seine), alors transféré à Versailles. Le Ciam est placé sous le commandement du capitaine Arnaud de Castelbajac.

### Entre-deux-guerres
Le régiment est dissout en 1919. L'association des anciens dite La marjolaine est alors créée; elle existe toujours de nos jours et maintient le devoir de mémoire dû à ses chers anciens.

### De 1956 à 1962 en Algérie
Le régiment est recréé le 22 mai 1956 au camp de Mourmelon pour aller opérer dans les Territoires du Sud (Sahara algérien), avec trois escadrons de chars légers M24 Chaffee. Débarqué le 22 juin, il rejoint en juillet 1957 la 20e DI dans la Zone Sud-Algérois (ZSA) et s'installe à Bir Ghbalou. En février 1958, il échange un de ses escadrons de chars contre un escadron d'automitrailleuses M8 Greyhound. Le régiment forme également un commando de chasse (K12) en janvier 1960.
Avec à sa tête le lieutenant-colonel Hubert Puga, il participe au Putsch des généraux en avril 1961 : seuls les officiers sont au courant de l'action quand deux escadrons du régiment prennent position à Alger,. Le colonel et tous les capitaines commandant sont relevés et le régiment perd grandement en efficacité, la confiance ayant été rompue entre les officiers et les appelés.
En juillet 1961, il est renforcé par un escadron porté venu du 5e spahis,. À partir de septembre 1961, le régiment perd sa mission territoriale et devient régiment de réserve opérationnelle du secteur d'Aumale. À ce titre, il doit effectuer des missions de maintien de l'ordre face aux pieds-noirs d'Alger,,.
En mars 1962 il est renforcé par un escadron porté venu du 6e hussards (un de ces deux escadrons est dissous le 31 mai). Le 27e RD rembarque vers la métropole le 1er décembre 1962. Il est dissous le 15 décembre 1962 au camp de Sissonne.
Son étendard est confié de 1981 à 1999 au centre de sélection no 1 de Vincennes, formant corps.

## Traditions et uniformes

### Devise
L'ennemi admire son courage

## Personnages célèbres ayant servi au27erégimentde dragons
- le général et ministre Savary y commence sa carrière de 1790 à 1792 (grade atteint : capitaine)
- le lieutenant André d'Humières, aviateur évadé de Hollande (pays neutre) en 1916.
- le cinéaste Henri Chomette, maréchal des logis dans les autos-canons du régiment pendant la Première Guerre mondiale.